# Song 4 Mutya (Out of control)
Song 4 Mutya (Out of control) – drugi singel promujący albumy: Soundboy Rock (Groove Armada) i Real Girl (Mutya Buena). Jest ona tanecznym utworem klubowym, dedykowanym Mutyi Buenie.

## Teledysk
W teledysku do piosenki wzięli udział fani Groove Armady wyłonieni w castingu ogłoszonym na oficjalnych stronach artystów. Zdjęcia do klipu odbyły się 15 maja 2007. Wideo przedstawia festiwal, na którym publiczność skacze w rytm muzyki, a między ludźmi chodzi Mutya.

## Lista utworów
- Promo CD

1. Song 4 Mutya (Radio Edit)
2. Song 4 Mutya (Remix)

- CD1

1. Song 4 Mutya (Out Of Control)
2. Lightsonic [Live Hammersmith Palais]

- CD2

1. Song 4 Mutya
2. Song 4 Mutya [Kissy Sellout Remix]
3. Song 4 Mutya [Linus Loves Remix]
4. Common

- Vinyl

1. Song 4 Mutya [Kissy Sellout Remix]
2. Song 4 Mutya [Linus Loves Dub]
3. Song 4 Mutya [A1 Panic People Remix]

- D-z CDS (D-z Records) (Wydany : 30 czerwca 2007)

1. „Song 4 Mutya (Out Of Control)” (Radio Edit) [Ft Groove Armada]
2. „Song 4 Mutya (Out Of Control)” (Kissy Sell Out Mix)
3. „Song 4 Mutya (Out Of Control)” (Sunset Strippers Remix)
4. „Song 4 Mutya (Out Of Control)” (Video)

## Wersje
1. Radio Edit
2. SoundBoy Rock Album Version (Extra Drums & Better Bass)
3. Wersja zamieszczona na albumie Real Girl
4. Kissy Sellout Remix
5. Kissy Sellout Edit
6. Linus Loves Remix
7. Panic People Remix
8. Sunset Strippers Remix
9. Music Video Mix
10. Instrumantalna

## Pozycje na listach
| Notowanie (2007) | Pozycja |
| ---------------- | ------- |
| Wielka Brytania  | 8       |
| Macedonia        | 9       |
| Malta            | 9       |
| Europa           | 22      |
| Irlandia         | 26      |
| Estonia          | 34      |

## Oddzielne Listy Przebojów
- Wielka Brytania

| Notowanie (2007) | Pozycja |
| ---------------- | ------- |
| UK Dance Chart   | 1       |
| UK Dowloand      | 9       |

- Polska

| Notowanie (2007)    | Pozycja |
| ------------------- | ------- |
| Polish Dance Top 40 | 27      |